# دومينيك ميفيرت
دومينيك ميفيرت (بالألمانية: Dominik Meffert)‏ مواليد 9 أبريل 1981 في ماين، ألمانيا، هو لاعب كرة مضرب ألماني بدأ مسيرته كمحترف سنة 2005 يلعب باليد اليمنى ويحتل حالياً المرتبة رقم. 787 (1 ديسمبر 2014) في تصنيف رابطة محترفي كرة المضرب. أعلى تصنيف له في الفردي كان المركز الـ 161 في سنة 2012.

## وصلات خارجية
- دومينيك ميفيرت على موقع رابطة محترفي التنس (الإنجليزية)
- دومينيك ميفيرت على موقع الاتحاد الدولي لكرة المضرب (الإنجليزية)
- دومينيك ميفيرت على موقع خلاصة التنس.كوم (الإنجليزية)
- دومينيك ميفيرت على موقع إي إس بي إن.كوم (الإنجليزية)

- الموقع الرسمي